# Navajona miuropus
Navajona miuropus är en mångfotingart som beskrevs av Chamberlin 1930. Navajona miuropus ingår i släktet Navajona och familjen storjordkrypare. Inga underarter finns listade i Catalogue of Life.